# Amphinema bouilloni
Amphinema bouilloni is een hydroïdpoliep uit de familie Pandeidae. De poliep komt uit het geslacht Amphinema. Amphinema bouilloni werd in 2007 voor het eerst wetenschappelijk beschreven door Schuchert. 